# Zupt! com o Senninha
Zupt! com o Senninha é uma série de animação de curta-metragem em 2D produzida pela SuperToons com autorização do Instituto Ayrton Senna. A série estreou em 2015 no canal infantil Discovery Kids. Em 21 de março de 2016 (a data de nascimento de Ayrton Senna), foi exibida pela primeira vez na TV Cultura. Foi exibida aos sábados e domingos, às 11h25 e 17h55.
A série é composta por 13 episódios, cada uma tendo um minuto de duração. Senninha foi dublado pela atriz Fernanda Bock.

## Sinopse
Senninha é um menino de seis anos que adora velocidade e quer ser piloto de Fórmula 1. Seu mundo é cercado por amigos, aventuras, carros, bielas, chassis e pneus, além de engenhocas e ferramentas poderosas.

## Personagens
- Senninha - o principal personagem da série, com características bem semelhantes ao do piloto Ayrton Senna, como cabelos revoltos, nariz de batata e macacão vermelho (como o da McLaren, equipe pela qual Senna se consagrou), além de ser amigável, determinado e, às vezes até, apressado;
- Neco - um mecânico-inventor que cria os carrinhos de corrida a partir de materiais reciclados;
- Gabi - uma menina que adora artes;
- Becão - um cachorro muito brincalhão que pensa que é gente.

## Episódios
Ep. 01 - Aventura Cheia de Tombos
Ep. 02 - Deu Tudo Errado!
Ep. 03 - Amizade Animal
Ep. 04 - O Carro Perfeito
Ep. 05 - Aventura Bagunçada
Ep. 06 - Somos Uns Monstros
Ep. 07 - Criando Fantasias de Carnaval
Ep. 08 - Becão na Maior Preguiça
Ep. 09 - Acabou a Luz, e Agora?
Ep. 10 -  Recorde de Leitura
Ep. 11 - Férias na Fazenda
Ep. 12 - Cadeira de Rodas Turbinada
Ep. 13 - Colorindo a Nossa Rua